# Pointe Louis-XIV
Pointe Louis-XIV är en udde i Kanada.   Den ligger i provinsen Québec, i den östra delen av landet, 1 100 km norr om huvudstaden Ottawa.
Terrängen inåt land är mycket platt. Havet är nära Pointe Louis-XIV västerut. Trakten är glest befolkad. Det finns inga samhällen i närheten. 